# نصفي الكرة الأرضية

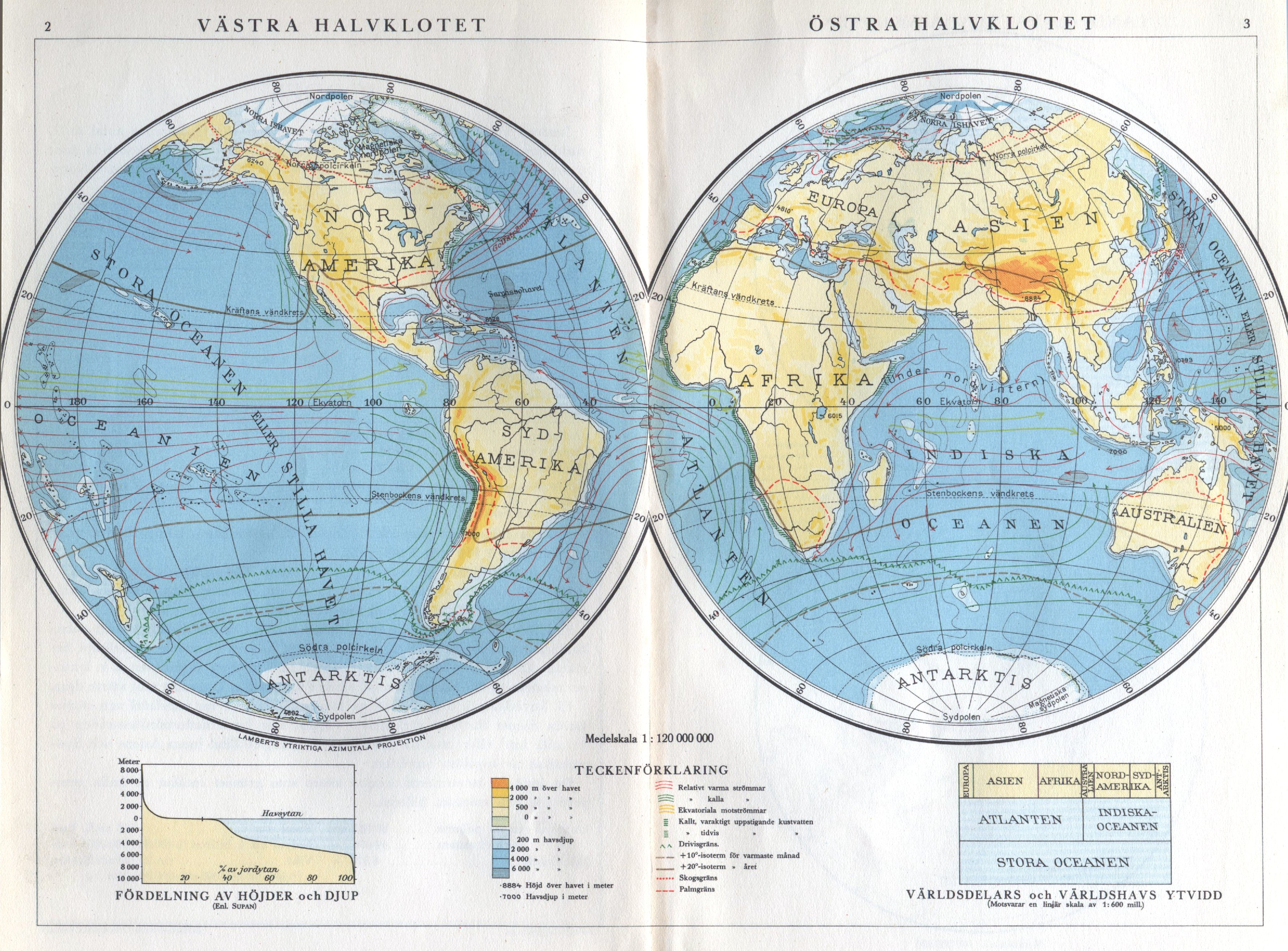
خرائط لنصف الكرة الأرضية المزدوج

تشير كلمة نصفي الكرة الأرضية في علم الجغرافيا أو علم رسم الخرائط إلى أي قسم ثنائي من الكرة الأرضية في نصف كرة (وهي مأخوذة من اللغة الإغريقية ἡμισφαίριον hēmisphairion وتعني "نصف كرة")
ومثل هذه الأقسام الأكثر شيوعًا تكون علامات طولية أو عرضية وهي:
- شرقي-غربي
  - نصف الأرض الشرقي ويقع شرق خط غرينتش وغرب خط الطول 180
  - نصف الأرض الغربي، وهو النصف الذي يقع غرب خط غرينتش وشرق خط الطول 180
- شمال-جنوب
  - نصف الأرض الشمالي، ويقع شمال خط الاستواء
  - نصف الأرض الجنوبي ويقع جنوب خط الاستواء

ويمكن أيضًا رؤية القسم الغرب شرقي بمعنى ثقافي قسم الأرض الثقافي.
ومع ذلك فقد سعت برامج أخرى لتقسيم كوكب الأرض بطريقة تزيد من رجحان ميزة واحدة أو أخرى في كل قسم:
- يابس وماء
  - اليابسة، نصف الكرة الأرضية الذي يحتوي على أكبر مساحة ممكنة من الأراضي اليابسة
  - نصف الكرة المائي، هو ذلك الجزء من الكرة الأرضية الذي يحتوي على أكبر كمية من الماء